# 리처드 크레나
리처드 크레나(Richard Crenna, 1926년 11월 30일 ~ 2003년 1월 17일)는 미국의 배우이다.

## 출연 작품
- 나의 판타스틱 데뷔작 (2007)
- 아웃 오브 디 애쉬즈 (2003)
- 레이건 저격 사건 (2001)
- 먼동이 틀 때 (2000)
- 저징 에이미 (1999)
- 롱풀리 어큐즈드 (1998)
- 해저 2만리 (1997)
- 하트 오브 레인 (1997)
- 실종 (1996)
- 러브 스토리 (1995)
- 사선의 연인 (1995)
- 사브리나 (1995)
- 제이드 (1995)
- 못말리는 람보 (1993)
- 인트루더 (1992)
- 몬타나 (1990)
- 사이공 탈출 (1990)
- 스트랭글러 (1989)
- 돈벼락을 맞은 남자 (1989)
- 레비아탄 (1989)
- 람보 3 (1988)
- 719호의 손님들 (1987)
- 슈퍼 엄마 만세 (1987)
- 데들리 포스 (1986)
- 검은 독수리 (1986)
- 환상의 휴가 (1985)
- 람보 2 (1985)
- 플라밍고 클럽 (1984)
- 테이블 포 파이브 (1983)
- 람보 (1982)
- 보디 히트 (1981)
- 데드 쉽 (1980)
- 모니카 (1979)
- 의문의 호출 (1979)
- 디 이블 (1978)
- 데블 독: 지옥의 사냥개 (1978)
- 브레이크하트 패스 (1976)
- 갈매기의 꿈 (1973)
- 캣로우 (1971)
- 리스본 특급 (1971)
- 데이빗 프로스트 쇼 (1969)
- 마루니드 (1969)
- 스타 (1968)
- 어두워질 때까지 (1967)
- 산 파블로 (1966)
- 세인트 루이스의 자랑 (1952)
- 레츠 댄스 (1950)